# ユニーク (芸能事務所)
株式会社ユニークは、かつて存在した日本の芸能事務所。

## 概要
2009年1月に、土居晃が芸能プロダクション設立のために設立。同年5月に法人組織へ改組。芸能プロダクション事業の他にも、女性向けのファッション誌、アパレル、化粧品などの広告代理業や、モデルやタレントのマネジメント、CM、コンテンツ制作、撮影代行、貸スタジオの提供なども手掛けていた。
一時は矢野安奈、武田静加、阿比留李帆なども所属していたこともあり、売上を順調に伸ばした一方で、採算は悪化し、所属モデルのギャラの未払いや取引先への支払延滞が表面化。
再度の資金ショートを起こした2017年2月頃に事業を停止し、2017年7月24日に東京地方裁判所から破産手続開始決定を受けた。2019年6月5日に法人格が消滅した。

## 所属していた主なモデル・タレント
- 矢野安奈
- 立花亜野芽
- 青田夏奈
- 小倉香奈
- 奈津美 - 現在は原田奈津美に改名
- 中島雄基